# Shamila Lengsfeld
Shamila Lengsfeld (* 1990 in Konstanz am Bodensee) ist eine deutsche Filmregisseurin und Drehbuchautorin.

## Leben
Shamila Lengsfeld wuchs in Konstanz am Bodensee auf. Nach dem Fachabitur im Jahr 2009 absolvierte sie eine Ausbildung zur Kauffrau für Filmtheatermanagement in Wuppertal und arbeitete als Filmvorführerin in verschiedenen Programmkinos. Danach begann sie ein Filmstudium am SAE Institute Köln, das sie im Jahr 2016 erfolgreich beendete. Der Sci-Fi-Kurzfilm über die Superheldin Blake wurde 2017 im Rahmen des internationalen up-and-coming-Filmfestivals in Hannover mit dem Deutschen Nachwuchsfilmpreis ausgezeichnet.

## Filmografie
- 2016: I Am Wolf (Regie, Drehbuch, Animation)[3]
- 2017: Blake (Regie, Drehbuch, Produktion, Editor)
- 2018: Der Lieferant (Regie, Drehbuch)
- 2018: Alveus (Regie, Drehbuch, Editor)
- 2018: Mantis (Regie, Drehbuch)
- 2019: The Night of the Hungry Turtles (Regie, Drehbuch, Produktion, Editor)
- 2019: Hotel (Regie, Drehbuch, Editor)
- 2019: Echo (Regie, Drehbuch, Produktion, Editor)
- 2022: Matcha Latte, law Samante (Regie)
- 2023: Cats of Tyre (Regie)
- 2024 Echoes from the Abyss (Regie)

## Auszeichnungen (Auswahl)
- 2017: Deutscher Nachwuchsfilmpreis für den Kurzfilm Blake, up-and-coming (Internationales Filmfestival Hannover)[4]
- 2018: Silver Trophy für den Kurzfilm Alveus, Los Angeles Independent Awards[5]
- 2019: Best Writer für die Pilotfolge The Night of the Hungry Turtles, Webfest Berlin[6]
- 2019: Best Director  für den mittellangen Spielfilm Echo, Oniros Film Awards[7]
- 2019: Best Drama für den mittellangen Spielfilm Echo, New York Cinematography Awards[8]
- 2020: Best International Shortfilm für den mittellangen Spielfilm Echo, Hollywood North Film Awards[9]
- 2020: Best Director für den mittellangen Spielfilm Echo, Munich Film Awards[10]
- 2022: Best Spanish Film Matcha Latte, law Samante, LHFF Barcelona[11]